# Brenton Rickard
Brenton Scott Rickard (nacido el 19 de octubre de 1983 en Brisbane, Queensland, Australia) es un nadador de braza de Australia. Apareció en competiciones internacionales en 2006, en los Juegos de la Commonwealth. Ha ganado varias medallas olímpicas y en el Campeonato del Mundo, así como récords del mundo y de la Commonwealth. Durante este período fue entrenado por Vince Raleigh.
En 2009, fue el Deportista del Año del Instituto Australiano del Deporte.